# Vampire Academy (film)
Cet article concerne le film de Mark Waters. Pour la série littéraire de Richelle Mead, voir Vampire Academy. Pour la série télévisée, voir Vampire Academy (série télévisée).
Pour plus de détails, voir Fiche technique et Distribution.
Vampire Academy, ou Vampire Académie au Québec, est une comédie fantastique américano-britannique réalisée par Mark Waters et sortie en 2014.
Il s'agit d'une adaptation de Sœurs de sang, le premier roman de la série littéraire Vampire Academy de Richelle Mead.
Adapté par Daniel Waters, le film suit Rose Hathaway, une dhampir, et sa meilleure amie, la princesse Moroï Lissa Dragomir alors qu'elles font leur retour à l'académie Saint Vladimir, un pensionnat où les Moroï apprennent la magie et où les dhampir sont formés pour devenir leurs gardiens.
Lors de sa sortie, le film reçoit de manière générale un accueil très négatif de la part de la critique. Financièrement, il a été un échec au box-office, peinant à rembourser son budget, et faisant de lui un « flop ». Il devait être le premier volet d'une série de films adaptant les romans suivant, mais son échec mis fin au projet.

## Synopsis
La dhampir adolescente Rosemarie « Rose » Hathaway et la princesse Moroï Vasilisa « Lissa » Dragomir sont ramenées de force à leur académie, Saint Vladimir, après avoir vécu un an parmi les humains pour échapper à une menace inconnue qui planait sur Lissa au sein de l'institution.
Moitié humaine, moitié vampire, Rose doit venir à bout de ses études si elle veut devenir la gardienne officielle de Lissa avec qui elle est liée à la suite d'un accident. Ce lien à sens unique lui permet de ressentir les émotions de Lissa et de voir à travers ses yeux. Avec l'aide de Dimitri, un gardien Dhampir, elle va tenter de se remettre à niveau.
Quant à Lissa, elle doit prendre ses responsabilités de noble en tant que dernière survivante de sa lignée. Leur retour à l'académie va bousculer pas mal de choses et les filles vont devoir faire face à plusieurs attaques et coups bas anonymes. Mais ceux-ci viennent-ils seulement des élèves ou de quelqu’un de plus puissant ?

## Fiche technique
Sauf indication contraire, les informations mentionnées dans cette section peuvent être confirmées par la base de données cinématographiques IMDb,  présente dans la section « Liens externes ».
- Titre original : Vampire Academy
- Titre québécois : Vampire académie
- Réalisation : Mark Waters
- Scénario : Daniel Waters, d'après le roman Sœurs de sang de Richelle Mead
- Musique : Rolfe Kent
- Direction artistique : Andy Thomson et Tom Whitehead
- Décors : Frank Walsh
- Costumes : Ruth Myers
- Photographie : Tony Pierce-Roberts
- Montage : Chris Gill
- Casting : Marci Liroff et Reg Poerscout-Edgerton
- Production : Don Murphy, Susan Montford, Michael Preger et Deepak Nayar
- Producteurs délégués : Stuart Ford, Bob Weinstein et Harvey Weinstein
- Sociétés de production : IM Global, Kintop Pictures, Preger Entertainment et Munford & Murphy Productions
- Société de distribution : The Weinstein Company (États-Unis), Les Films Séville (Québec) et Metropolitan Filmexport (France)
- Pays d’origine :  Royaume-Uni et  États-Unis
- Langue originale : anglais
- Format : couleur - 2.35 : 1 - son Dolby Digital
- Budget : 30 millions de dollars[2]
- Genre : Comédie fantastique
- Durée : 104 minutes
- Dates de sortie au cinéma :
  - États-Unis, Canada et Québec : 7 février 2014
  - France et Belgique : 5 mars 2014

## Distribution
- Zoey Deutch (VF : Ingrid Donnadieu ; VQ : Kim Jalabert) : Rosemarie « Rose » Hathaway
  - Macey Chipping : Rose enfant
- Lucy Fry (VF : Leslie Lipkins ; VQ : Émilie Bibeau) : Vasilisa « Lissa » Dragomir
- Danila Kozlovski (VF : Volodia Serre ; VQ : Adrien Bletton) : Dimitri Belikov
- Dominic Sherwood (VF : Julien Bouanich ; VQ : Maël Davan-Soulas) : Christian Ozéra
- Cameron Monaghan (VF : Gabriel Bismuth-Bienaimé ; VQ : Nicolas Bacon) : Mason Ashford
- Sami Gayle (VF : Adeline Chetail ; VQ : Annie Girard) : Mia Rinaldi
- Sarah Hyland (VF : Caroline Espargiliere ; VQ : Catherine Brunet) : Natalie Dashkov
- Claire Foy (VF : Anne Mathot ; VQ : Magalie Lépine-Blondeau) : Sonya Karp
- Ashley Charles (VF : Brice Ournac ; VQ : François-Simon Poirier) : Jesse Zeklos
- Edward Holcroft : Aaron Drozdov
- Chris Mason (VF : Thierry D'Armor) : Ray Sarcozy
- Ben Peel : Spiridion
- Joely Richardson (VF : Catherine Hamilty ; VQ : Nathalie Coupal) : la reine Tatiana Ivashkov
- Olga Kurylenko (VF : Déborah Perret ; VQ : Pascale Montreuil) : la principale Ellen Kirova
- Gabriel Byrne (VF : Gabriel Le Doze ; VQ : Jean-Luc Montminy) : Victor Dashkov
- Dominique Tipper (VF : Laura Zichy) : la gardienne Alberta
- Nick Gillard : Kenneth
- Harry Bradshaw : Bruno
- Bronté Norman-Terrell : Camilla Conta
- Ramon Tikaram (VF : Yann Guillemot) : Mr Meisner
- Rory Fleck-Byrne : Andre Dragomir
- Alexander Abadzis : Eric Dragomir
- Elizabeth Conboy : Rhea Dragomir

Sources et légende : Version française (V. F.) sur RS Doublage, AlloDoublage ; Version québécoise (V. Q.) sur Doublage QC

## Production

### Développement
En juin 2010, Preger Entertainment obtient les droits d'adaptation de la série littéraire Vampire Academy de Richelle Mead. Il est alors annoncé que le producteur Don Murphy se joignait à eux pour les aider à adapter le premier roman sur grand écran. En mars 2013, Mark Waters signe pour réaliser le film et son frère, Daniel Waters, s'occupera du scénario.
Lors de sa phase de production, le titre du film était le même que le roman, Vampire Academy: Blood Sisters, mais il fut raccourci pour devenir simplement Vampire Academy.

### Attribution des rôles
Le 1er février 2013, le casting pour les trois rôles principaux a été dévoilé : Zoey Deutch incarnera Rose, Lucy Fry sera Lissa Dragomir et Danila Kozlovski jouera Dimitri Belikov.
En avril 2013, l'actrice française Olga Kurylenko signe pour le rôle de la directrice de l'académie Saint Vladimir. La distribution s'étoffe ensuite avec Cameron Monaghan, Sami Gayle, Claire Foy et Ashley Charles.
En mai 2013, l'acteur Gabriel Byrne rejoint la distribution pour le rôle Victor Dashkov et Sarah Hyland pour celui de sa fille, Natalie. Parallèlement, Joely Richardson signe pour celui de la reine Tatiana Ivashkov et Dominic Sherwood pour le rôle de Christian Ozéra.

### Tournage
Le tournage a eu lieu dans les studios de Pinewood Studios à Londres du 27 mai 2013 au 20 juillet 2013.

### Musique
Le 14 janvier 2014, la liste des titres de la bande originale officielle a été dévoilée. L'album en lui-même est sorti le 4 février 2014, édité par UMe.
L'album contient une reprise spéciale de la chanson Bela Lugosi's Dead par Chvrches, originellement interprétée par Bauhaus, qui apparaît lors des crédits de fin du film. Il contient également des chansons de plusieurs artistes, dont Sky Ferreira, Iggy Azalea, Naughty Boy ou encore Katy Perry, et qui peuvent être entendues dans le film
Liste des titres
1. In Your Grave - Jaymes Bullet
2. Red Lips (DSL Remix) - Sky Ferreira
3. Nice and Slow - Max Frost
4. Thea - Goldfrapp
5. Boys Don't Cry - Natalia Kills
6. Bounce (Clean version) - Iggy Azalea
7. Sinful Nature - Bear in Heaven
8. Think About It (feat. Wiz Khalifa & Ella Eyre) (Clean version) - Naughty Boy
9. Rats - Rainy Milo
10. Spiritual - Katy Perry
11. Crazy - Au Revoir Simone
12. Bela Lugosi's Dead - Chvrches
13. Felt Mountain - Goldfrapp (Uniquement sur la version Itunes)

## Accueil

### Critique
Aux États-Unis, le film reçoit un accueil négatif de la critique. Sur le site agrégateur de critiques Rotten Tomatoes, il obtient un score de 17 % de critiques positives, avec une note moyenne de 3,4/10 sur la base de 54 critiques.
Le consensus critique établi par le site résume que « même si le film peut plaire aux fans des romans, il emprunte trop à Twilight et Lolita malgré moi de façon fainéante mais qu'il offre quelques scènes humoristiques pour compléter son univers un peu trop rempli ». Sur Metacritic, il obtient un score de 31/100 sur la base de 15 critiques collectées.

### Box-office
| Pays ou région | Box-office     | Date d'arrêt du box-office | Nombre de semaines |
| -------------- | -------------- | -------------------------- | ------------------ |
| France         | 71 757 entrées | 1er avril 2014             | 4                  |
| États-Unis     | 7 791 979 $    | 10 avril 2014              | 9                  |
| Mondial        | 15 391 979 $   | -                          | -                  |

Le film est un échec au box-office américain, ne récoltant que 7 millions de dollars. Il peine également à fonctionner à l'étranger avec seulement 7 millions de dollars récoltés.
En tout, le film a récolté un peu plus de 15 millions de dollars pour un budget de 30 millions de dollars, ne lui permettant pas de le rembourser, faisant de lui un « flop ».

## Projet de suite et reboot
À la suite de l'échec du film au box-office mondial, aucun projet d'adaptation du deuxième roman de la série intitulé Morsure de glace (Frostbite en V.O) n'a été annoncé. Quelques mois après cet échec, les producteurs du films annoncent sur les réseaux sociaux qu'ils travaillent sur une façon de continuer l’adaptation de la série en film.
Le 15 juillet 2014, les producteurs du films ont annoncé sur les réseaux sociaux avoir réuni les fonds nécessaires pour le deuxième film mais que pour prouver le soutien des fans, une campagne de crowdfunding serait lancée prochainement.
La campagne a été lancée le 6 août 2014 sur le site Indiegogo. Elle s'est terminée le 4 septembre 2014. La somme demandée par les producteurs était de 1,5 million de dollars. Une fois la somme atteinte, le reste du budget devait être financé par les financiers déjà engagés par les producteurs. Une fois le film entièrement financé, la pré-production devait commencer en fin d'année, le tournage au début de 2015 et le film aurait dû sortir pour la fin de 2015. Le script du film était déjà prêt et avait été écrit par Piers Ashworth, scénariste du film St Trinian's : Pensionnat pour jeunes filles rebelles. La campagne fut un échec, elle ne récoltera seulement que 254,500 dollars, entraînant l'annulation du projet.
Une série télévisée, intitulée Vampire Academy et servant de reboot a été lancée en 2022 sur le service Peacock, mais a été annulée après la diffusion de sa première saison.

## Distinctions
| Année | Récompense         | Catégorie                         | Acteur      | Résultat   |
| ----- | ------------------ | --------------------------------- | ----------- | ---------- |
| 2014  | Teen Choice Awards | Comédie préférée                  |             | Nomination |
| 2014  | Teen Choice Awards | Actrice préférée dans une comédie | Zoey Deutch | Nomination |